# シンビン
シンビン（英：sin bin または sin-bin）は、ラグビーにおいて、危険なプレーなどにより、一時的に試合から離れることを命じるルールのことである。レフリーは、当該選手にイエローカードを示して10分間の退場を命じる（7人制ラグビーの場合は2分間）。

フィールドのデッドボールライン

## 解説
「シンビン」は「Sin=罪、違反」と「Bin=入れ物、置き場」を合わせた造語であり、ラグビーにおいては競技区域から一時的に退出させられることを指す。アイスホッケーの「ペナルティーボックス（一時退場者が出場停止時間中入るベンチ）」とほぼ同じものである。
適用となるケースとしては、危険なプレーや反則を繰り返した場合であり、審判団の裁量により一時的に退出を命ずるか、あるいはその試合そのものから退場を命ずることができる。一時的な退出を命じられた選手は相手側のデッドボールライン後方にいなければならず、レフェリーが許可するまでフィールド・オブ・プレーから離れなければならない。その際、衣服を着たり身体を動かすことは可能だが、決められた位置から動くことや、コーチらとの接触は禁止される。一時退出時間は、ラグビーユニオン（15人制）、ラグビーリーグ（13人制）など一般的な方式では10分間、1試合当たりの試合時間が少ないセブンズ（7人制）は2分（いずれもハーフタイムの時間を含む）で、ノーサイドになれば自動的に終了する。
同一試合で2度、ないしは同一シーズンの公式戦で累計3度のシンビンを課せられた選手は退場（を命じられた選手の処置　サッカーのイエローカード<警告>、レッドカード<退場>にほぼ同義）とみなす。
なお、一時的退出は退場の代わりではなく、退場させるのが正当だと判断される反則があった場合は、レフェリーはその選手を退場させなければならない。また、一時的退場の警告を受けた後に、類似の反則を犯した選手は退場させなければならない。レフェリーはシンビンを適用した選手名を、主催する団体（日本においては日本ラグビーフットボール協会や開催地の地域ラグビー協会）に報告しなければならない。
日本ラグビーフットボール協会は、1996年（平成8年）9月14日からの導入を通達した。

### オフ・フィールド・レビュー
2023年7月29日から、ワールドラグビーはTMO（ビデオ判定）による「ファウルプレーレビューオフィシャル（the Foul Play Review Official）」を導入した。少なくとも10分間のシンビン（フィールド外に隔離）を与えるが、その後の詳しいビデオ判断を経て、危険性の度合いにより、20分レッドカード（反則選手は退場だが、20分後に反則選手の代わりに他の選手を出場させる）、または、完全なるレッドカード（20分後に他の選手を出場させることはできない）の判断が行われる。
反則選手にイエローカードを出したレフリーが顔の前で両腕をクロスさせると、シンビン（10分間の退場）中に、TMOが8分間以内で担当審判員が別室でそのプレイ映像を詳しく分析する（この間を「Under Review」「Review In Progress」という）。この時に提示されたカードは「Minimum Yellow（＝少なくともイエロー判定）」とも呼ばれる。担当審判員による分析により、反則プレイの危険性によってはレッドカード（退場）へ判定が変更され（これをupgradedなどという）、レフリーはチームキャプテンにレッドカードを示し通告する。
レビュー中、中継放送においては、黄色と赤色を半々にしたマーク、または、黄色いマークに「R」（レビュー中の意味）の表示などが行われる。
このように試合を長く中断することなく、裏で独立して分析を行うことから「Bunker（地下壕＝戦闘から身を守るための地中の強固な建造物）」の名称がついた。これは「TMOバンカー」（the TMO Bunker）または「バンカーシステム」とも呼ばれる。これにより試合中断の時間が短縮され、頭部などに対する危険なプレイへの的確な判定が行える。「オフィシャル」は審判員(団)のこと。
このルールの名称は、「ファウルプレーレビューオフィシャル」がワールドカップ2023において正式名称だったが、リーグワン2023-24シーズン以後、「オフ・フィールド・レビュー」へと名称が変更された。その担当審判員を「ファール・プレー・レビュー・オフィサー」と言う。
2023年春のU20チャンピオンシップで試験運用され、同年夏のヨーロッパ各地を会場とした各国テストマッチ（ワールドカップ前哨戦）「サマーネーションズシリーズ2023」から本格導入された。同年秋に開催のワールドカップ2023においても運用された。日本では2023-24シーズンから、リーグワンでビデオ判定（TMO）を導入している1部リーグ（DIVISION1）と2部リーグ（DIVISION2）で導入した。